# Јордански грађански рат
Јордански грађански рат (познат и као Црни септембар) водио се у септембру 1970. између снага ПЛО-а лојалним Јасеру Арафату, потпомогнутим од стране Сирије, и јорданским владиним снагама под командом краља Хусеина.

## Позадина
Пораз арапских војски у првом Израелско-арапском рату 1948. године створио је велике избјегличке колоне Палестинаца. Из Палестине је избјегло 780 хиљада од укупно милион и триста хиљада палестинских Арапа, колико их је тамо живјело прије избијања рата. Остатак подручја Палестине на западној обали ријеке Јордан припојила је Краљевина Јордан, а Појас Газе Египат. Нови пораз у рату са Израелом 1967. године довео је до нове велике избегличке кризе у којој је само са подручја Западне обале на источну страну ријеке Јордан пребјегло нових 250 хиљада Палестинаца. Војни и политички утицај палестинских група у Јордану током година је растао, а истовремено је у палестинским избјегличким насељима ПЛО успоставио паралелан систем власти. Први значајнији уплив Палестинаца у јорданску политику догодио се 1951. године убиством тадашњег јорданског краља Абдулаха, а потпуни палестинско-јордански раскол спријечен је посредовањем арапских земаља. Током шездесетих година учестали су напади палестинских федајина с јорданске територије на Израел, на шта је Израел одговарао нападима на Јордан. У јулу 1966. Јордан је први пут ускратио подршку ПЛО-у, али израелска војна одмазда на јорданској територији створила је унутрашњи притисак због чега је настављена пракса подршке ПЛО-у. Поступно се тежиште активности палестинских милитаната у Јордану преусмјерава с борбе против Израела на покушаје свргавања јорданског краља Хусеина.
У новембру 1968. избјегнут је оружани сукоб палестинских федајина с јорданском војском, поново захваљујући посредовању арапских земаља, при чему је постигнут политички договор у корист Палестинаца. Током прве половине 1970. године долази до оружаних окршаја палестинских милитаната с јорданском војском у којима је погинуло око 200 људи, а сукоб је, уз спољно посредовање, ријешен прије ескалације. У љето 1970. састављена је нова јорданска влада у којој судјелује више симпатизера ПЛО-а, а најистакнутији био је генерал-мајор Хајари на мјесту министра одбране. Јорданска страна је наставила с уступцима Палестинцима тако што је у јуну 1970. потписан споразум којим је федајинима допуштена слобода кретања, а ПЛО је пристао на повлачење федајина из главног града Амана и већих јорданских градова и на признавање ауторитета јорданског краља. Међутим, ни након тог споразума нису престали оружани инциденти. Крајем августа, у Аману се сукобљавају јорданске снаге сигурности и палестински герилци, а почетком септембра је краљ Хусеин замало избјегао и други покушај атентата у истој години. За разумијевање догађаја у Јордану важно је познавање односа Јордана и Сирије. Крајем педесетих година постреволуционарни Египат и Сирија привремено се уједињују у Уједињену Арапску Републику, док су конзервативне монархије Јордан и Ирак најавиле стварање Арапске Федерације. Међутим, на подстицај из УАР-а у јулу 1958, у Ираку је изведена револуција која је на власт довела странку Баас па је пројекат стварања Арапске Федерације неславно пропао. Иако су привремено прекинути дипломатски односи убрзо успостављени, догађај ће још дуго времена бити камен спотицања у односима Јордана са Сиријом и Египтом.

## Међуарапски рат
Догађаји у Јордану кулминирали су у септембру 1970. координираном отмицом пет међународних путничких авиона, коју је извела једна од бројних палестинских група које су деловале у Јордану - Народни фронт за ослобођење Палестине. Три отета авиона приземљена су у јорданској пустињи на узлетиште Досонс филд које контролишу Палестинци, а касније су пред телевизијским камерама уништена. За јорданског краља Хусеина је та акција била кап која је прелила чашу. Дана 16. септембра 1970. почиње напад јорданске војске на паравојне палестинске формације на јорданском тлу. У земљи је проглашено ратно стање, а за војног гувернера земље именован је фелдмаршал ал Мајали. Сукоби су прерасли у отворени рат по јорданским градовима, који ће касније међу Палестинцима и у арапском свијету постати познат као Црни септембар. Сукоб добија међународни карактер након што 20. септембра у помоћ Палестинцима прискаче сусједна Сирија, чијих 250 тенкова прелази јорданско-сиријску границу. Малобројнија јорданска војска ангажована у борбама с палестинским федајинима пружа одлучан отпор Сиријцима, међутим првих неколико дана ситуација за јорданску страну била је изузетно тешка. И Ирак, који је на јорданској територији држао десетак хиљада војника, је пријетио уплитањем у борбе на палестинској страни. Суочен с могућношћу пораза од надмоћних сиријских снага, јордански краљ Хусеин доноси одлуку да се тајно обрати за помоћ заклетом арапском непријатељу - Израелу. Израелски авиони су у бришућем лету прелетјели изнад сиријских тенкова, а увидјевши могућност да Израел уђе у рат и након губитка више од половине тенкова, сиријска војска 24. септембра зауставља ратне операције против Јордана и почела с повлачењем.

### Прекид ватре
На послетку, 25. септембра палестински федајини и јорданске власти договорили су се о прекиду ватре, који је два дана касније потврђен потписима јорданског краља Хусеина и лидера ПЛО-а Јасера Арафата на хитном састанку поглавара арапских држава у Каиру. На темељу споразума, сви палестински федајини требало је да буду повучени из Јордана на „позиције прикладне за наставак борбе с Израелом”. Средином октобра, у граду Аману потписан је нови споразум Хусеина и Арафата којим су палестински федајини признали јордански суверенитет. Међутим, упркос формалном престанку непријатељстава, повремено долази до нових инцидената, посебно у градовима Аману, Ирбиду и Јарасху, гдје се налазе највеће герилске базе. У јулу 1971. јорданска војска покреће одлучујућу офанзиву против федајина сјеверозападно од Амана на планинском подручју Ајлуна, гдје се налазе посљедња палестинска упоришта. Неколико дана након почетка операција јорданска влада је објавила да су ликвидиране посљедње палестинске базе на јорданском тлу и да је већина од 2300 федајина заробљена.

## Последице
Процјене броја погинулих у септембарском рату 1970. и у идућих неколико ратних мјесеци крећу се између двије и пет хиљада на обје стране, док је око десет хиљада људи било рањено. Посљедице насилног обрачуна с Палестинцима за јордански режим у арапском свијету су биле велике. Након рата 1970. јордански краљ Хусеин био је потпуно изолован у арапским политичким круговима који су га сматрали најодговорнијим за избијање међуарапског рата. Инспирисана крвавим догађајима из рата у јесен 1970, годину дана касније настаје палестинска терористичка организација која узима име по том рату. „Црни септембар” касније покушава атентат на јорданског премијера Тала у Каиру, а организује још неколико неуспјелих атентата на јорданске званичнике. Вођство ПЛО-а, као и велики део палестинских избјеглица, напушта Јордан и одлази у другу сусједну земљу Либан, који ће се седамдесетих година претворити у ново ратно жариште регије.